# Guilherme de Melo
Guilherme José de Melo (* 20. Januar 1931 in Lourenço Marques, heute Maputo, Mosambik; † 29. Juni 2013 in Lissabon, Portugal) war ein portugiesischer Journalist, Schriftsteller und LGBTI-Aktivist, der erste prominente Schwulenaktivist Portugals.

## Leben und Wirken
Melo wurde als Sohn von Portugiesen in der damaligen portugiesischen Kolonie Portugiesisch-Ostafrika, dem heutigen Mosambik, geboren. Bereits mit 18 Jahren war er als Journalist für die Notícias tätig. Sein erstes Buch erschien 1959, ein Band mit Erzählungen. Von 1957 bis 1961 war er mit einer Frau verheiratet und ließ sich 1961 scheiden; später ließ er dies zur Scheinehe erklären.
Sein 1962 erschienenes Werk "As raizes do Odio" wurde durch die Geheimpolizei PIDE in Mosambik beschlagnahmt und unterlag der Zensur.
Nach der Nelkenrevolution 1974 verließ er Mosambik und lebte seitdem bis zu seinem Tod in Portugal. Als Journalist arbeitete er fortan für den Diario de Noticias in Lissabon bis zu seiner Pensionierung 1996. Früh hatte er sich gegen den portugiesischen Diktator Salazar engagiert und trat für die Unabhängigkeit von Mosambik ein, die 1975 erfolgte.
Sein Coming-out hatte er 1982 in dem Buch "Ser homosexual em Portugal", dass Prominenten und nicht-promimenten Homosexuellen ein Gesicht gab. Das Buch war mit der Anlass, dass im selben Jahr die Straffälligkeit der Homosexualität in Portugal endgültig durch das Parlament abgeschafft wurde. Seitdem war Melo durch zahlreiche Artikel und Bücher als intellektuelle homosexuelle Stimme Portugals im Kampf für die Rechte von LGBTI-Menschen tätig.
Er war eng befreundet mit dem ermordeten homosexuellen portugiesischen Journalisten Carlos Castro sowie rund fünfzig Jahre bis zu seinem Tod mit dem homosexuellen portugiesischen Dichter Eduardo Pitta.
Am 29. Juni 2013 starb Guilherme de Melo im Alter von 82 Jahren an den Folgen einer Krebserkrankung in Lissabon im Hospital São Jose. Er wurde auf dem Friedhof Alto de São João beigesetzt.

## Werke (Auswahl)
- Menina Elisa, 1959, Erzählungen.
- A estranha aventura: contos, 1961, Erzählungen.
- As Raizes do Odio, 1962, Roman.
- Mocambique, norte- guerra e paz, 1969, Sachbuch über die Situation in Mosambik.
- Menino Candulo, senhor comandante, 1974.
- A Sombra dos Dias, 1981, autobiographischer Roman.
- Os leos nao dormen esta noite, 1989
- Gayvota: um olhar (por dentro) da homossexualidade" (2002)
- Cronica de bon costumes, 2004.
- A Raiz da Pele, 2011, Lyrik.

## Auszeichnungen (Auswahl)
- Premio Literario de Circulo de Leitores, 1981.